# Muralla meda
La muralla meda fue una cerca militar construida al norte de la ciudad de Babilonia, en el punto donde la distancia entre los ríos Tigris y Éufrates se reduce considerablemente. Se cree que fue construida en la última etapa del reinado de Nabucodonosor II (c. 630 - 562 a. C.), rey de Babilonia de la Dinastía Caldea (XII Dinastía de Babilonia). El filósofo griego Jenofonte de Atenas sostiene en su obra Anábasis que aún existía en el año 401 a. C..
Fue construida con el fin de proteger el país de las incursiones del imperio de los medos. Para su ejecución se utilizaron ladrillos de barro cocido para las paredes, mientras que el interior estaba cubierto de tierra, tenía una longitud de 110 kilómetros, una altura de 3'2 metros de alto y un espesor de 6 metros. Fue descubierta por Lynch en 1837.